# جووانی پتروچی
جووانی پتروچی (ایتالیایی: Giovanni Petrucci؛ زادهٔ ۵ آوریل ۱۹۴۱) بازیگر و دوبلور اهل ایتالیا است.
او فرزند کارگردان سینما آنتونیو پتروچی بود و کارش را با تئاتر آغاز کرد و نخستین نقش‌آفرینی‌اش در نمایشنامه‌های آوازه‌خوان طاس اثر اوژن یونسکو و در انتظار گودو اثر ساموئل بکت بود. اما به هر جهت فکرش پیش سینما بود تا آنکه در سن ۱۴ سالگی در فیلم چهاردیواری (۱۹۵۵) به کارگردانی پدرش پا به عرضهٔ بازیگری سینما گذاشت. اندکی بعد با نقش‌آفرینی در فیلم ماجرا به کارگردانی میکل‌آنجلو آنتونیونی بیشتر شناخته شد و در سال‌های آتی در حدود ۵۰ فیلم دیگر در سبک‌های گوناگون هنرنمایی کرد.

## گزیدهٔ فیلم‌شناسی
- پی‌درپی… دنیا با سکس زیباست (۱۹۷۵)
- وقتی عشق شهوت است (۱۹۷۳)
- بازهم حکایت‌های کنتربری سکسی (۱۹۷۲)
- در آخرین لحظه (۱۹۷۱)
- مردی با نگاه بسیار سرد (۱۹۷۱)
- کبرا (۱۹۶۷)
- ضیافت تراژیک (۱۹۶۲)
- گاریبالدی (۱۹۶۱)
- ماجرا (۱۹۶۰)